# 眞保亨
眞保 亨（しんぼ とおる、1931年 - 2024年）は、日本の美術史学者（日本美術史）。

## 経歴
新潟市生まれ。1955年東京教育大学を卒業。文化庁主任文化財調査官、東京国立文化財研究所美術部長、筑波大学教授・同芸術学研究科長・同芸術学系長・同芸術専門学群長、東京家政学院大学教授・同生活文化博物館長を歴任。筑波大学名誉教授。芸術学博士。
2024年3月に死去したことが、2025年3月発行の「芸叢 第40号」内で発表された。享年93歳。